# Чивитанова-Марке
Чивитанова-Марке (итал. Civitanova Marche) — коммуна в Италии, располагается в регионе Марке, в провинции Мачерата.
Население составляет 40 204 человека (2008 г.), плотность населения составляет 878 чел./км². Занимает площадь 46 км². Почтовый индекс — 62012. Телефонный код — 0733.
Покровителем коммуны почитается святой мученик Марон из Пичено, празднование 18 августа.

## Демография
Динамика населения:

## Города-побратимы
- Эзине, Италия (1989)
- Сан-Мартин[итал.], Аргентина (1990)
- Шибеник, Хорватия (2002)
- Скавина, Польша (2005)

## Администрация коммуны
- Официальный сайт: http://www.comune.civitanova.mc.it/